# Verwaltungs- und Wirtschaftsakademie

Logo der VWA

Die Verwaltungs- und Wirtschaftsakademie (VWA) ist eine privatrechtliche Bildungseinrichtung in Deutschland. Verwaltungs- und Wirtschaftsakademien sind überwiegend im Bundesverband Deutscher Verwaltungs- und Wirtschafts-Akademien organisiert. Der Bundesverband gibt seinen Mitgliedern eine bundeseinheitliche Rahmenstudien- sowie eine Rahmenprüfungsordnung vor. Dadurch wird ein einheitlicher Qualitätsstandard der Lehre und der Prüfungen bei den Mitgliedsakademien im Bundesverband Deutscher Verwaltungs- und Wirtschafts-Akademien gewährleistet.
Die Akademien bieten Aus- und Weiterbildungsgänge für Fach- und Führungskräfte aus den Bundes-, Landes- und Kommunalverwaltungen sowie aus der Wirtschaft an. Träger der Akademien sind öffentlich-rechtliche und/oder gemeinnützige Körperschaften wie Länder, Gemeinden oder Gemeindeverbände, Berufskammern, Unternehmensverbände, aber auch privatwirtschaftliche Unternehmen. Bundesweit gibt es über 100 Verwaltungs- und Wirtschaftsakademien.
Die Absolventen sind je nach Ausrichtung des Bildungsganges berechtigt, die Abschlussbezeichnung Wirtschaftsdiplom mit der jeweiligen Berufsbezeichnung und dem Zusatz (VWA) zu führen. Bei diesen Abschlüssen handelt es sich um Weiterbildungsabschlüsse und nicht um akademische Grade im Sinne der Hochschulgesetze, wie der Begriff „Diplom“ suggeriert.

## Geschichte
Die Geschichte der Akademien begann im Jahr 1907, als die Stadt Essen und die Industrie- und Handelskammer zu Essen die Akademischen Kurse für Handelswissenschaften und Allgemeine Fortbildung einführten. Diese sollten der berufsbegleitenden Weiterbildung als Beitrag zur Praktikerfortbildung im Kaufmannsgewerbe dienen. Nach dem Ersten Weltkrieg sollten ebenfalls abendliche Fortbildungsmöglichkeiten für die Beamten der Verwaltungen geschaffen werden. Daraus entstand die Idee, für diese Art der Fortbildung eigenständige Akademien einzurichten. Eine der ersten Einrichtungen dieses Typs war die 1918 noch während des Krieges von Fürst Leopold IV. zur Lippe errichtete Fürst-Leopold-Verwaltungsakademie in Detmold, an der kriegsversehrte Offiziere zu Kommunalbeamten umgeschult werden sollten und die bis 1924 bestand. Die erste preußische Akademie, die Verwaltungsakademie Berlin, wurde 1919 eröffnet; weitere Gründungen erfolgten deutschlandweit. Im Jahr 1950 riefen die Akademien einen Interessenverband ins Leben, den Bundesverband Deutscher Verwaltungs- und Wirtschafts-Akademien e. V.
Die Württembergische VWA entwickelte in Zusammenarbeit mit der Industrie- und Handelskammer Mittlerer Neckar und den Unternehmen Robert Bosch GmbH, Daimler-Benz und Standard Elektrik Lorenz (SEL) in Anlehnung an die Bildungsgänge zum Betriebswirt (VWA) als Ausbildungsgang für Abiturienten das sogenannte „Stuttgarter Modell“, was 1974 zur Gründung der Berufsakademien führte. Im Rahmen der Berufsakademie Stuttgart erhielt die Württembergische VWA vom Land Baden-Württemberg den Auftrag, die Lehrveranstaltungen für die Fachrichtungen Industrie und Datenverarbeitung durchzuführen.
Nach der Deutschen Wiedervereinigung sind die Verwaltungs- und Wirtschaftsakademien auch in den neuen Bundesländern wieder anzutreffen. 2016 trugen bundesweit über 100 Einrichtungen den Namen „VWA“; 16 davon werden von einer einzigen Stiftung getragen, in Berlin, Bochum, Bonn, Bremen, Darmstadt, Duisburg, Düsseldorf, Essen, Frankfurt am Main, Hagen, Hamburg, Kassel, Oberhausen und Offenbach.

## Abschlüsse
Die Westfälische VWA Münster (Zweig Verwaltung) bietet ferner in Kooperation mit der FH Bielefeld einen Studiengang Master of Public Administration (MPA) für Führungsnachwuchskräfte in der öffentlichen Verwaltung an.
Einige Fachhochschulen wie die PFH Private Hochschule Göttingen oder die Technische Hochschule Brandenburg ermöglichen den direkten Einstieg in das betriebswirtschaftliche Hauptstudium. Die Universität Potsdam ermöglicht ebenfalls den Absolventen der VWA Potsdam den Einstieg in den Bachelor-Studiengang Betriebswirtschaftslehre.

## Zugangsvoraussetzungen

### Zulassung zum wirtschaftswissenschaftlichen Bildungsgang
Kaufmannsgehilfen und kaufmännische Angestellte mit mindestens einer dreijährigen Regelausbildungszeit und einer danach liegenden mindestens einjährigen kaufmännischen Berufstätigkeit, Staatlich geprüfte Gestalter, Industriemeister und Handwerksmeister sowie Staatlich geprüfte Techniker, Hochschulabsolventen, Beamte des mittleren und gehobenen Dienstes, Angestellte im öffentlichen Dienst mit mindestens der Angestelltenfachprüfung II.

### Zulassung zum verwaltungswissenschaftlichen Bildungsgang
Beamte – gleich welcher Laufbahn –, wenn sie die Laufbahnprüfung für den gehobenen Dienst oder eine gleichwertige Prüfung bestanden haben oder sich in einer Planstelle des gehobenen Dienstes befinden, Angestellte im öffentlichen Dienst – gleich welcher Fachrichtung –, wenn sie die Angestelltenprüfung II abgelegt oder eine den Beamten des gehobenen Dienstes gleichwertige Stelle innehaben.